# Wendlingerhof
Wendlingerhof ist eine Katastralgemeinde der Gemeinde Bockfließ im Bezirk Mistelbach in Niederösterreich.
Die Katastralgemeinde befindet sich zwischen Bockfließ und Deutsch-Wagram und fußt auf der abgekommenen Siedlung (Ober)Wendling. Diese befand sich etwas weiter westlich in der Gemeinde Großengersdorf, hatte aber auch Fluren in der heutigen Katastralgemeinde Wendlingerhof. Später wurde östlich von Wendling der Wendlingerhof errichtet, ein Schafhof, der sich zu einem landwirtschaftlichen Betrieb weiterentwickelte, heute aber verschwunden ist. In jüngster Zeit wurde die Katastralgemeinde wieder besiedelt und ist heute unter der Bezeichnung Wendlingerhof eine Waldsiedlung.